# Tidningar Utgifne Af et Sällskap i Åbo
Tidningar Utgifne Af et Sällskap i Åbo là một tờ báo được xuất bản lần đầu tiên ở Phần Lan vào năm 1771, đây là tờ báo đầu tiên được xuất bản ở Phần Lan. Phần Lan nằm dưới sự cai trị của Thụy Điển vào thời điểm đó và tờ báo được xuất bản bằng tiếng Thụy Điển. Tờ báo này được lưu hành cho đến tận năm 1785 thì đình bản.